# 長鎖アルコールオキシダーゼ
長鎖アルコールオキシダーゼ（long-chain-alcohol oxidase）は、次の化学反応を触媒する酸化還元酵素である。
2 長鎖アルコール + O2 {\displaystyle \rightleftharpoons } 2 長鎖アルデヒド + 2 H2O
反応式の通り、この酵素の基質は長鎖アルコールと酸素、生成物は長鎖アルデヒドと水である。
組織名はlong-chain-alcohol:oxygen oxidoreductaseで、別名にlong-chain fatty alcohol oxidase, fatty alcohol oxidase, fatty alcohol:oxygen oxidoreductase, long-chain fatty acid oxidaseがある。